# Russiaville
Russiaville – miasto w Stanach Zjednoczonych, w stanie Indiana, w hrabstwie Gibson.